# Nadine Lehmann
Nadine Lehmann (* 9. August 1990 in Richigen) ist eine ehemalige Curlerin aus der Schweiz.

## Karriere
Sie gewann mit Martin Rios Gold bei der Curling-Mixed-Doubles-Weltmeisterschaft 2012, die beiden vertraten die Schweiz auch bei der Curling-Mixed-Doubles-Weltmeisterschaft 2013 und erreichten den 6. Platz.
2013 stiess sie als Third zum neugegründeten Team von Alina Pätz. Mit diesem Team gewann sie die Schweizer Meisterschaft 2015 und qualifizierte sich für die Curling-Weltmeisterschaft 2015 in Sapporo, wo sie den Titel erringen konnte. Bei der Europameisterschaft 2015 kam sie mit dem Team Pätz auf den 6. Platz. Bei ihrer zweiten Weltmeisterschaftsteilnahme wurde sie 2017 mit dem Schweizer Team Achte.
Im März 2018 gab sie ihren Rücktritt vom aktiven Curling-Sport zum Ende der Saison 2017/18 bekannt.